# تپه شال‌کتی قراخیل
تپه شال‌کتی قراخیل مربوط به هزاره ۱- دوران‌های تاریخی پس از اسلام است و در شهرستان قائم شهر، بخش مرکزی، روستای قراخیل واقع شده و این اثر در تاریخ ۲۲ اردیبهشت ۱۳۵۶ با شمارهٔ ثبت ۱۴۱۲ به‌عنوان یکی از آثار ملی ایران به ثبت رسیده است.